# Leopold Jahn
Leopold Jahn, Künstlername Leo Jahn-Dietrichstein (* 30. März 1911 in Wien; † 1. November 1984 ebenda) war ein österreichischer Künstler (Fotografie, Malerei und Grafiker).

## Leben
Er besuchte die Lehrerbildungsanstalt mit Schwerpunkt Mathematik, Physik, Chemie und Kunsterziehung. 1939 wurde er zur Wehrmacht eingezogen und nach Russland abkommandiert. In der Krim wurde er verwundet und nach Hause zurückgeschickt. Fotos aus dieser Zeit befinden sich im Heeresgeschichtlichen Museum Wien. Nach Kriegsende ging er zu Fuß von seiner Stationierung in Jugoslawien nach Osttirol, wohin seine Familie während des Krieges verlegt worden war. Seine Söhne wurden 1942 (Klaus Leopold) und 1946 (Kurt Georg) geboren.
Er arbeitete als Fotograf, Maler (klassische Moderne) und Graphiker und veröffentlichte einen Fotoband über Osttirol, nahm an verschiedenen Ausstellungen teil und hatte auch mehrere Einzelausstellungen.
1951 kehrte er mit seiner Familie nach Wien zurück. Er wurde in den Schuldienst wieder eingestellt, arbeitete aber weiterhin als Fotograf. Er fotografierte das Nachkriegswien. Aus dieser Zeit gibt es unter anderem spektakuläre Fotos von der Renovierung des Stephansdoms. Eine Auswahl dieser Fotos ist im Besitz des Wien-Museums und des Denkmalschutzamtes Wien.
Als Künstler fotografierte er auch seine Künstlerfreunde und Künstlerfreundinnen, wie den New Yorker Modefotografen Roland Pleterski, den Bildhauer Wander Bertoni und den Maler und Bildhauer Leherb. Eine Auswahl dieser Fotos befinden sich im Besitz des Wien-Museums. Weiters machte er Fotoreportagen über den Balkan und Italien.
1957 veröffentlichte er ein Buch über Portugal. Er arbeitete für die Österreich Illustrierte, die Oberösterreichischen Nachrichten, den Österreichischen Verlag, Radio Österreich, für die Agentur Magnum und für den Süddeutschen Verlag. 1973 veröffentlichte er ein Buch über Ludwig Boltzmann im Verlag Jugend und Volk.
Bis zu seiner Pensionierung blieb er im Schuldienst der Stadt Wien. Danach beschäftigte er sich vor allem mit Makrofotografie. Die Kristallbildung chemischer Substanzen interessierte ihn besonders. In diesem Zusammenhang arbeitete er mit großen Industriebetrieben, wie Schoeller-Bleckmann und Waagner Biro zusammen.

## Werke
- Leo Jahn-Dietrichstein: Zeitloses Portugal, Süddeutscher Verlag München, 1957.
- Leo Jahn-Dietrichstein: Ludwig Boltzmann / Leo Jahn-Dietrichstein. Wien, München, Jugend und Volk, 1973.
- Franz Kollreider: Osttirol, Land – Volk – Kunst, Verlag der Tiroler Graphik; Fotos von Leo Jahn-Dietrichstein.